# Бенито Мусолини
Бенито Амилкаре Андреа Мусолини (на италиански: Benito Amilcare Andrea Mussolini) е италиански политик и журналист, лидер на Националната фашистка партия.
Управлява Кралство Италия като министър-председател от 1922 до 1925 г., когато отхвърля демокрацията, и като диктатор до 1943 г., след като установява първата фашистка диктатура.
Известен като Дуче („Лидерът“), Мусолини е създател на италианския фашизъм. През 1912 г. е водещ член на Националното ръководство на Италианската социалистическа партия (ИСП), но е изключен заради застъпничеството си за военно участие в Първата световна война, противоположно на позицията на партията за неутралитет. Служи в Кралската италианска армия по време на войната, докато не е ранен и освободен през 1917 г. Осъжда остро ИСП, а възгледите му вече се съсредоточават върху национализма вместо социализма, и по-късно основава фашисткото движение, което се противопоставя на егалитаризма, а вместо това проповядва революционен национализъм, надхвърлящ класовите граници. След похода към Рим през октомври 1922 г., Мусолини става най-младият министър-председател в италианската история до назначаването на Матео Ренци през февруари 2014 г. След отстраняването на цялата политическа опозиция, чрез тайната си полиция и забрана на трудовите стачки, Мусолини и последователите му консолидират властта си чрез редица закони, които превръщат нацията в еднопартийна диктатура. В рамките на 5 години той установява диктаторска власт както с правни, така и извънредни средства, и се стреми да създаде тоталитарна държава. Остава на власт, докато не бива свален от крал Виктор Емануил III през 1943 г., но няколко месеца по-късно става лидер на Италианската социална република – германска марионетна държава в окупирана Северна Италия, като заема този пост до смъртта си през 1945 г.
В началото на Втората световна война Италия запазва неутралитет, но с напредъка на битката за Франция официално влиза във войната на страната на Германия на 10 юни 1940 г., макар и да е наясно, че не разполага с военния капацитет и ресурси за провеждане на дълга война с Британската империя. Мусолини разчита, че след сключването на очакваното френско примирие Италия би могла да получи териториални отстъпки от Франция, а след това да съсредоточи войските си върху голяма офанзива в Северна Африка, където италианските сили превъзхождат британските. Британското правителство обаче не приема предложения за мир, които биха включвали признаването на победата на Оста в Източна и Западна Европа, плановете за германско нахлуване в Англия се провалят и войната продължава. През лятото на 1941 г. Мусолини изпраща италиански войски за нахлуването в Съветския съюз, а през декември Италия обявява война на САЩ. През 1943 г. Италия претърпява тежки загуби: до февруари Червената армия напълно унищожава италианския контингент в СССР, през май силите на Оста губят в Северна Африка, на 9 юли съюзниците нахлуват в Сицилия, а след Битката при Курск става ясно, че германската офанзива върви към провал. В резултат на това в началото на 25 юли Големият фашистки съвет сваля доверието си от Мусолини. По-късно същия ден кралят го уволнява като глава на правителството и нарежда да бъде затворен. На 12 септември 1943 г. при Операция „Дъб“ Мусолини е спасен от плен от германски парашутисти и командоси от Вафен-СС, водени от майор Ото-Харалд Морс.
Адолф Хитлер, след среща с освободения бивш диктатор, поставя Мусолини на власт на марионетния режим в Северна Италия, известен като Република Сало. В края на април 1945 г., след почти пълната загуба, Мусолини и неговата любовница Клара Петачи се опитват да избягат в Швейцария, но и двамата са заловени от италиански комунистически партизани и са екзекутирани чрез разстрел на 28 април 1945 г. край езерото Комо. След това тялото му е отнесено в Милано, където е окачено с главата надолу на бензиностанция, за да се потвърди публично смъртта му.

## Ранен живот
Мусолини е роден на 29 юли 1883 г. в Предапио, малък град в провинция Форли-Чезена в Романя. По-късно през епохата на фашизма Предапио е наричан „градчето на Дучето“, а Форли – „градът на Дучето“, като последователи ходят там на поклонение.
Семейството е не толкова бедно, колкото твърди по-късно самият Мусолини, когато се гордее, че е „човек от народа“. Баща му Алесандро Мусолини е ковач, журналист и социалист, а майка му Роза Малтони е благочестива католическа учителка. Поради политическите си убеждения бащата го кръщава „Бенито“ на мексиканския ляв президент Бенито Хуарес, а другите му имена „Андреа“ и „Амилкаре“ са на италианските социалисти Андреа Коста и Амилкаре Чиприани. Бенито е най-голямото от трите деца; неговите брат и сестра са Арналдо и Едвиджи. Като малко момче Мусолини прекарва известно време като помощник на баща си в ковачницата му. Ранните политически възгледи на младежа са силно повлияни от баща му, който идеализира италианските национални фигури от 19. век като Карло Пизакане, Джузепе Мацини и Джузепе Гарибалди. Политическите идеи на баща му съчетават възгледите на анархисти като Карло Кафиеро и Михаил Бакунин, военния авторитаризъм на Гарибалди и национализма на Мацини. Конфликтът между родителите му относно религията означава, че за разлика от повечето италианци Мусолини не е кръстен като дете, а по-късно през живота си. Като малък Мусолини е буйно момче и учителите не успяват да го контролират. Затова е изпратен в интернат, ръководен от салезиански монаси във Фаенца. Там продължава с неподчинението и е изключен. Преместен е в друго училище във Форлимпополи, откъдето също е изключен. Все пак Мусолини постига добър среден успех и се дипломира като начален учител през 1901 г.

### Емиграция в Швейцария и военна служба
Започва работа като учител, но скоро разбира, че това поприще не е за него. През 1902 г. емигрира в Швейцария, отчасти за да избегне военната служба. Работи за кратко като каменоделец в Женева, Фрибур и Берн, но не успява да намери постоянна работа.
През това време изучава идеите на философа Фридрих Ницше, социолога Вилфредо Парето и синдикалиста Жорж Сорел. Мусолини по-късно приписва на християнския социалист Чарлз Пегуи и на синдикалиста Хуберт Лагардел част от неговите влияния. Акцентът на Сорел върху необходимостта от свалянето на либералната демокрация и капитализма чрез насилие, директни действия, обща стачка и използване на нео-макиавелийски апел към емоциите, впечатлява дълбоко Мусолини.
Мусолини става активен член в италианското социалистическо движение в Швейцария, работейки за вестник L'Avvenire del Lavoratore, организирайки срещи, изнасяйки речи на работниците и като секретар на италианския работнически съюз в Лозана. Анджелика Балабанова го представя на Владимир Ленин, който по-късно критикува италианските социалисти, че са загубили Мусолини за каузата си. През 1903 г. той е арестуван от Бернската полиция поради агитация за насилствена обща стачка, прекарва две седмици в затвора и е депортиран в Италия. Там е освободен и се завръща в Швейцария. През 1904 г. отново е арестуван в Женева и експулсиран за фалшифициране на документите си, но се връща в Лозана, където посещава катедрата по социални науки в Университета в Лозана, присъствайки на лекциите на Вилфредо Парето. През 1937 г. Университетът в Лозана връчва на Мусолини почетна докторска степен по повод 400-годишнината от създаването си.
През декември 1904 г. той се завръща в Италия, за да се възползва от амнистията за дезертьорство, заради което има задочна присъда. Тъй като условието за опрощаване е служба в армията, на 30 декември 1904 г. той постъпва в корпуса на Берсаджлери във Форли. След като служи в армията две години (от януари 1905 г. до септември 1906 г.), той се завръща към преподаването.

### Политически журналист, интелектуалец и социалист
През февруари 1909 г. Мусолини отново напуска Италия, този път за да поеме поста секретар на трудовата партия в италианскоговорещия град Тренто (по това време част от Австро-Унгария). Той работи в офиса на местната социалистическа партия и редактира вестник L'Avvenire del Lavoratore („Бъдещето на работника“). Завръщайки се в Италия, прекарва кратко време в Милано, а след това през 1910 г. се завръща в родния си град Форли, където издава седмичника Lotta di classe („Класовата борба“).
Мусолини смята сам себе си за интелектуалец и за добре начетен. Той много чете европейски философи: любимия си Сорел, италианския футурист Филипо Томазо Маринети, френския социалист Густав Ирве, италианския анархист Ерико Малатеста, германците Фридрих Енгелс и Карл Маркс, основатели на марксизма. Мусолини научава френски и немски език и превежда откъси от Ницше, Шопенхауер и Кант.
По това време той публикува в радикалния вестник La Voce статия „Трентино през погледа на социалист“ (на италиански: Il Trentino veduto da un Socialista). Той също така пише няколко есета за немската литература, няколко разказа и един роман с антиклерикална насоченост: L'amante del Cardinale: Claudia Particella, romanzo storico.
Към този момент Мусолини е един от най-известните социалисти в Италия. През септември 1911 г.  участва в бунт, воден от социалистите, срещу италианската война в Либия. Той остро осъжда италианската „империалистическа война“, действие, което му носи 5-месечен затвор. След освобождаването си той помага да бъдат изгонени от Социалистическата партия двама ревизионисти, които подкрепят войната – Ивано Бомони и Леонида Бизолати. За награда става главен редактор на вестника на Социалистическата партия „Аванти“. Под негово ръководство, тиражът му скоро се повишава от 20 000 на 100 000. Джон Гънтър през 1940 г. го нарича „един от най-добрите живи журналисти“; той е работещ репортер, докато се готви за похода към Рим, и пише за „Hearst News Service“ до 1935 г. Мусолини е толкова запознат с марксистката литература, че в своите собствени творби той цитира не само добре познати, но и сравнително неизвестни марксистки произведения. През този период Мусолини, подобно на всички революционери, се смята за марксист и нарича Маркс „най-великия от всички теоретици на социализма“.
През 1913 г. публикува Истинският пророк Ян Хус (на италиански: Giovanni Hus, il veridico), историческа и политическа биография за живота и мисията на чешкия религиозен реформатор Ян Хус и неговите войнстващи последователи – хуситите. В този период ползва псевдонима Vero Eretico (Истински еретик).
Мусолини отхвърля егалитаризма, основна доктрина в социализма. Той е повлиян от антихристиянските идеи на Ницше и отричането на Божието съществуване. Смята, че социализмът се е поколебал с оглед на неуспехите на марксисткия детерминизъм и социалдемократичния реформизъм и вярва, че идеите на Ницше ще засилят социализма. Макар и свързани със социализма, трудовете на Мусолини в крайна сметка показват, че е изоставил марксизма и егалитаризма в полза на антиегалитаризма и „Свръхчовека“ на Ницше.

### Изгонване от Италианската социалистическа партия
С избухването на Първата световна война през август 1914 г. редица социалистически партии първоначално я подкрепят. Австрийски, британски, френски, немски и руски социалисти следват нарастващите националистически тенденции, като подкрепят участието на страната си във войната. Избухването на войната води до ръст и на италианския национализъм и различни политически фракции подкрепят войната. Сред тях е Габриеле д'Анунцио, който популяризира италианския иредентизъм и помага на италианската общественост да подкрепи намесата във войната. Италианската либерална партия под ръководството на Паоло Бозели насърчава намесата във войната на страната на Съюзниците и използва Дружество „Данте Алигиери“ за популяризиране на италианския национализъм. Италианските социалисти са разединени дали да подкрепят или да се противопоставят на войната. Преди Мусолини да заеме някаква позиция, редица революционни синдикалисти се обявяват за намеса, включително Алчесте Де Амбрис, Филипо Коридони и Анджело Оливиеро Оливети. Италианската социалистическа партия решава обаче да се противопостави на войната, след като антимилитаристични протестиращи са убити, което води до обща стачка, наречена „Червена седмица“.
Първоначално Мусолини официално подкрепя решението на партията и в статия от август 1914 г. пише „Далече от войната, оставаме неутрални“. Той вижда войната като възможност както за собствените си амбиции, така и за тези на социалистите и италианците. Той е повлиян от антиавстрийските италиански националистически настроения, вярвайки, че войната предлага на италианците в Австро-Унгария шанс да се освободят от управлението на Хабсбургите. В крайна сметка той решава да подкрепи войната, като привлича вниманието към нуждата на социалистите да свалят монарсите Хоенцолерн и Хабсбург в Германия и Австро-Унгария, които според него последователно са потискали социализма.
Мусолини допълнително оправдава позицията си, като осъжда Централните сили като реакционни сили, които имат империалистически намерения срещу Белгия и Сърбия, както и исторически претенции спрямо Дания, Франция, а и срещу италианците, тъй като стотици хиляди италианци са под управлението на Хабсбургите. Той твърди, че падането на монархиите на Хоенцолерн и Хабсбургите и репресирането на „реакционната“ Турция ще създадат благоприятни условия за работническата класа. Макар да поддържа страните на Антантата, Мусолини реагира на консервативната природа на Царска Русия, заявявайки, че мобилизацията за войната би подкопала реакционния авторитаризъм в Русия, и войната ще доведе Русия до социална революция. Той казва, че войната ще завърши процеса на Рисорджименто за Италия, като присъедини италианците от Австро-Унгария. По този начин той твърди, че огромните социални промени, до които би довела войната, я характеризират като революционна война и тя заслужава подкрепа.
Тъй като подкрепата на Мусолини в полза на намесата се втвърдява, той влиза в конфликт със социалистите, които са срещу войната. Той ги атакува като твърди, че онези пролетарии, които подкрепят пацифизма, не са в крак с пролетариите, присъединили се към нарастващия интервенционистки авангард, който подготвя Италия за революционна война. Започва да критикува партията, че не е успяла да признае националните проблеми, довели до избухването на войната, а и самия социализъм. В резултат през 1914 г. Мусолини е изключен от Италианската социалистическа партия.

### Начало на фашизма и служба през Първата световна война
След като е изключен от Италианската социалистическа партия заради подкрепата си за италианската интервенция, Мусолини прави радикална трансформация, като прекратява подкрепата си за класовия конфликт и се присъединява към подкрепата за революционния национализъм, превъзхождащ класовите линии. През октомври 1914 г. той формира вестник Il Popolo d'Italia и Fasci Rivoluzionari d'Azione Internazionalista. Неговата националистична подкрепа на интервенцията му позволява да набере средства от Ансалдо (фирма за въоръжение) и други компании, за да създаде Il Popolo d'Italia, за да убеди социалистите и революционерите да подкрепят войната. По-нататъшното финансиране на фашистите на Мусолини по време на войната идва от френски източници, започвайки през май 1915 г. Основен източник на това финансиране от Франция се смята, че е от френски социалисти, които изпращат подкрепа на дисидентите социалисти, които искат италианска намеса от страна на Франция.
На 5 декември 1914 г. Мусолини осъжда ортодоксалния социализъм, защото не признава, че войната е направила националната идентичност и лоялността по-значителни от класическото отличие. Той напълно демонстрира трансформацията си в реч, която признава нацията като същество, понятие, което е отхвърлил преди войната, като казва:
| „      | Нацията не е изчезнала. Вярвахме, че концепцията е абсолютно без съдържание. Вместо това ние виждаме нацията да възникне като истинска сърцевинна реалност пред нас!... Класът не може да унищожи нацията. Класа се разкрива като колекция от интереси, но нацията е история на настроения, традиции, език, култура и раса. Класът може да стане неразделна част от нацията, но човекът не може да засенчи другия. Класовата борба е суетна формула, без ефект и последица, когато се намери народ, който не се е интегрирал в правилните езикови и расови ограничения – когато националният проблем не е окончателно решен. При такива обстоятелства класовото движение се оказва нарушено от неблагоприятен исторически климат | “ |
| [ 41 ] | |   |

Мусолини продължава да насърчава необходимостта от революционен авангарден елит, който да води обществото. Той вече не се застъпва за пролетарски авангард, а за авангард, воден от динамични и революционни хора от всяка социална класа. Въпреки че отхвърля ортодоксалния социализъм и класовия конфликт, той твърди, че е националист социалист и поддръжник на наследството на националистически социалисти в историята на Италия, като Джузепе Гарибалди, Джузепе Мацини и Карло Пизакане. Що се отнася до Италианската социалистическа партия и нейната подкрепа за ортодоксалния социализъм, той твърди, че неговият провал като член на партията признава съвременната реалност, и разкрива, че ортодоксалният социализъм е остарял и е провал. Това възприемане на провала на ортодоксалния социализъм в зората на избухването на Първата световна война не е единствено от Мусолини; други про-интервенционистки италиански социалисти като Филипо Коридони и Серджо Паунцио осъждат класическия марксизъм в полза на интервенцията.
Тези основни политически възгледи и принципи формират основата на новосъздаденото политическо движение на Мусолини, Fasci Rivoluzionari d'Azione Internazionalista през 1914 г., които се наричат „фашисти“. По това време фашистите нямат интегриран набор от политики и движението е малко, неефективно в опитите си да провежда масови събрания и редовно е тормозено от правителствени власти и социалисти. Антагонизмът между интервенционистите, включително фашистите, срещу антиинтервюристичните социалисти води до насилие между фашистите и социалистите. Опозицията и атаките на социалисти срещу фашистите и други интервенционисти са толкова насилствени, че дори демократичните социалисти, които се противопоставят на войната, като Анна Кулишьова, заявяват, че Италианската социалистическа партия е отишла твърде далеч в кампанията за заглушаване на свободата на речта на привържениците на войната. Тези ранни военни действия между фашистите и революционните социалисти оформят схващането на Мусолини за природата на фашизма в подкрепа на политическото насилие.
Мусолини става съюзник с иредентисткия политик и журналист Чезаре Батисти и подобно на него – влиза в армията и служи във войната. „Той е изпратен в зоната на операции, където е сериозно ранен при експлозия на граната“.
Военният опит на Мусолини се разказва в неговата работа „Diario di guerra“ („Военен дневник“). Като цяло той служи около девет месеца в активна военна операция. През това време е с паратипоидна треска. Неговата служба приключва през 1917 г., когато е ранен случайно от експлозията на бомба със скрап в окопа. Мусолини е с най-малко 40 парчета метал в тялото си. Той е изписан от болницата през август 1917 г. и отново е главен редактор в новия си вестник Il Popolo d'Italia. Той пише положителни статии за чехословашки легиони в Италия.
На 25 декември 1915 г. в Тревильо сключва брак с Ракеле Гиди, която му ражда дъщеря Еда през 1910 г. През 1915 г. той има син от Ида Далсер, родена в село близо до Тренто. Мусолини признава това дете на 11 януари 1916 г.

## Изкачване на власт

### Формиране на Националната фашистка партия
Когато се връща от служба при съюзническите сили от Първата световна война, остава много малко от социалиста Мусолини. Всъщнос, той вече е убеден, че социализмът като доктрина до голяма степен е провал. През 1917 г. Мусолини стартира в политиката с помощта на седмична заплата в размер на £100 от британската служба за сигурност MI5, за да държи антивоенните протестиращи кротки и да публикува провокативна пропаганда. Тази помощ е разрешена от сър Самуел Хоър. В началото на 1918 г. Мусолини призовава за появата на хора „безмилостни и достатъчно енергични, за да направят прочистване“, и да съживят италианската нация. Много по-късно той заявява, че през 1919 г. усеща „Социализмът като мъртва доктрина, но тя продължава да съществува само като недоволство“. На 23 март 1919 г. Мусолини преобразува Миланското фашо като Fasci Italiani di Combattimento (Италиански съюз на борбата), състоящ се от 200 членове.
Идеологическата основа на фашизма идва от редица източници. Мусолини използва произведенията на Платон, Жорж Сорел, Ницше и икономическите идеи на Вилфредо Парето за развитието на фашизма. Възхищава се на Републиката на Платон, която той често чете за вдъхновение. Републиката разяснява редица идеи, които пропагандира фашизмът, като например управление от елит, насърчаващ държавата като крайния край, противопоставяне на демокрацията, защита на класовата система и насърчаване на класовото сътрудничество, отхвърляне на егалитаризма, насърчаване на милитаризацията на нацията чрез създаване клас на воини, изискващи гражданите да изпълняват гражданските си задължения в интерес на държавата и да използват държавната намеса в образованието, за да насърчат развитието на воините и бъдещите управници на държавата. Републиката се различава от фашизма, тъй като не насърчава агресивна война, а само отбранителна. Също така за разлика от фашизма той насърчава много комунистически възгледи за собствеността. Платон е идеалист, съсредоточен върху постигането на справедливост и морал, докато Мусолини и фашизмът са реалисти, съсредоточени върху постигането на политически цели.
Идеята зад външната политика на Мусолини е тази на Spazio vitale (жизнено пространство) – концепция във фашизма, която е аналогична на Lebensraum в германския националсоциализъм. Концепцията е обявена за пръв път през 1919 г., когато цялото Средиземноморие, особено т. нар. Венеция-Джулия, е предефинирано, за да изглежда като единна област, принадлежала на Италия от времето на древната римска провинция Италия. Правото да се колонизират съседните словенски етнически области и Средиземноморието, обитавани от онези, които се твърди, че са по-слабо развити народи, е оправдано въз основа на твърдението, че Италия страда от пренаселеност.
Заемайки идеята, разработена от Енрико Корадини преди 1914 г. на естествения конфликт между „плутократични“ нации като Великобритания и „пролетарски“ нации като Италия, Мусолини твърди, че основният проблем на Италия е, че „плутократичните“ страни като Великобритания блокират Италия от постигането на необходимите spazio vital, което би позволило италианската икономика да расте. Мусолини приравнява потенциала на един народ за икономически растеж с териториален мащаб, като по този начин според него проблемът с бедността в Италия може да бъде решен само чрез спечелването на необходимото жизнено пространство.
Въпреки че биологичният расизъм е по-слабо изразен във фашизма, отколкото в националсоциализма, от самото начало концепцията за жизнено пространство има силно расистко нападение. Мусолини твърди, че има „естествен закон“ за по-силните народи да подчиняват и доминират „низши“ народи като „варварските“ славянски народи на Югославия. Той заявява в реч от септември 1920 г.:
| „                                                 | Когато се занимаваме с раса като славянската – слаба и варварска, ние не трябва да им даваме морков, а политиката... Не бива да се страхуваме от нови жертви... Италианската граница трябва да преминава през прохода Бренер, Монте Невозо и Динарските Алпи... Бих казал, че можем лесно да жертваме 500 000 варварски славяни за 50 000 италианци.. | “ |
| Бенито Мусолини, реч в Пула, 20 септември 1920 г. | |   |

По същия начин Мусолини твърди, че Италия е права да следва империалистическа политика в Африка, защото вижда всички черни хора като „низши“ на белите. Мусолини твърди, че светът е разделен на йерархия на расите и че историята не е нищо повече от дарвиновата борба за власт и територия между различни „расови маси“. Мусолини вижда високата раждаемост в Африка и Азия като заплаха за „бялата раса“ и често пита реторичният въпрос: „Има ли черни и жълти на вратата?“, като му отговарят: „Да, има!“. Мусолини вярва, че Съединените щати са обречени, тъй като американците чернокожи имат по-висока раждаемост от белите, което прави неизбежно чернокожите да превземат Съединените щати, и да ги принизят на нивото си. Самият факт, че Италия страда от пренаселеност, се разглежда като доказателство за културната и духовна жизненост на италианците, които по този начин са оправдани да се опитват да колонизират земи, които Мусолини твърди, на историческа основа, че са принадлежали на Италия и Римската империя. В мисленето му демографията е съдба – народите с нарастващо население са народи, които трябва да се завладеят, а народите със западащи популации заслужават да умрат. Следователно важността на родствеността за Мусолини, тъй като само чрез увеличаване на раждаемостта може да се гарантира Италия и нейното бъдеще като велика сила, която би спечелила своето жизнено пространство, ще бъде гарантирана. По мнението на Мусолини италианското население трябва да достигне 60 милиона, за да даде възможност на Италия да се бори в голяма война – оттук и неумолимите искания италианките да имат повече деца, за да достигнат това число.
Мусолини и фашистите успяват да бъдат едновременно революционни и традиционалисти, защото това е много различно от всичко друго в политическия климат на времето, понякога се описва като „трети път“. Фашистите, водени от един от близките довереници на Мусолини Дино Гранди, формират въоръжени военни отряди, наречени Черни ризи (или squadristi), с цел да възстановят реда със силна ръка по улиците на Италия. Черните ризи се бият с комунисти, социалисти и анархисти при паради и демонстрации – всички тези фракции също участват в сблъсъци един срещу друг. Италианското правителство рядко се намесва в действията на Черните ризи, дължащо се отчасти на нарастващата заплаха и широкия страх от комунистическа революция. Фашизмът бързо нараства и в рамките на 2 години се превръща в Национална фашистка партия на конгрес в Рим. През 1921 г. Мусолини за първи път печели изборите за Камарата на депутатите. Междувременно, от 1911 до 1938 г., Мусолини има различни дела с еврейската авторка и академик Маргарита Сарфати, наречена „Еврейската майка на фашизма“ по онова време.

### Поход към Рим
През нощта на 27 между 28 октомври 1922 г. в Рим отиват около 30 000 фашистки черни ризи, за да поискат оставката на либералния премиер Луиджи Факта и назначаването на ново фашистко правителство. На сутринта на 28 октомври крал Виктор Емануил III, който според Албертиновия устав държи върховната военна власт, отхвърля искането на правителството да обяви военно положение, което води до оставката на Факта. След това кралят предава властта на Мусолини (който остава в централата си в Милано по време на разговорите), като го моли да създаде ново правителство. Спорното решение на краля е обяснено от историците като комбинация от заблуди и страхове – Мусолини се радва на широка подкрепа в армията и сред индустриалните и аграрните елити, докато кралят и консерваторите се страхуват от възможна гражданска война и накрая смятат, че могат да използват Мусолини за възстановяване на закона и реда в страната, но не успяват да предвидят опасността от тоталитарна държава.

### Назначаване за министър-председател
Като министър-председател първите години на управление на Мусолини се характеризират с дясно коалиционно правителство, съставено от фашисти, националисти, либерали и двама католически духовници от народната партия. Фашистите съставляват малко малцинство в първите си правителства. Вътрешната цел на Мусолини е евентуалното създаване на тоталитарна държава със себе си като върховен лидер (Il Duce) – послание, което е изяснено от фашисткия вестник Il Popolo, който вече е редактиран от братът на Мусолини Арналдо. За тази цел Мусолини получава от законодателната власт диктаторска власт за 1 година (законна според италианската конституция на времето). Той благоприятства цялостното възстановяване на държавната власт с интегрирането на Fasci di Combattimento във въоръжените сили и прогресивната идентификация на партията с държавата. В политическата и социална икономика той приема законодателство, което благоприятства богатите индустриални и аграрни класове (приватизации, либерализация на наемните закони и унищожаване на синдикатите).
През 1923 г. Мусолини изпраща италиански сили да нахлуят в Корфу по време на гръцко-италианския диспут. В крайна сметка Лигата на нациите се оказва безсилна и Гърция е принудена да се съобрази с италианските искания. Пишейки за външната политика на Мусолини, американският историк Герхард Уайнбърг казва:
| „ | Ако новият режим на Бенито Мусолини, създаден през 1922 г. върху руините на стара прославена война, е знак за жизненост и отхвърлен пацифизъм като форма на гниене, урокът от ужасните битки срещу Австрия на река Изонцо, където италианците се сражават далеч по-добре, отколкото често позволява въображението – е, че огромната материално-техническа подготовка, необходима за модерна война, просто е извън съвременния капацитет на страната. Това със сигурност е правилно възприемане, но предвид идеологията на фашизма с акцента си върху моралните ползи от войната, това не води до заключението, че Италия без голяма пръчка най-добре да говори много, много тихо. Напротив, новият режим извежда обратното. Шумна красноречия и зловеща журналистика може да заменят сериозната подготовка за война, процедура, която е достатъчно безобидна, ако никой не приеме сериозно, но е някакъв път към бедствие, след като някой отвън и Мусолини в страната вярват, че "осемте милиони байонети „от въображението на Дучето действително съществуват. | “ |

### Закон „Ачербо“„ь
През юни 1923 г. правителството приема Закона „Ачербо“, който превръща Италия в държава с един национален избирателен район. Той също така предоставя мнозинство от 2/3 от местата в Парламента на партията или коалиция от партии, които са получили поне 25% от гласовете. Този закон е приложен при изборите от 6 април 1924 г., където Национална листа, състояща се от фашистите, повечето от старите либерали и други, печели 64% от гласовете.

### Насилие на черноризците
Убийството на социалиста Джакомо Матеоти, който иска анулирането на изборите поради нередности, предизвика моментна криза в правителството на Мусолини. Мусолини нарежда да се прикрие, но свидетели виждат колата, която отнася тялото на Матеоти, извън домът му, което свързва Америго Думини с убийството.
Мусолини по-късно признава, че няколко решителни мъже биха могли да променят общественото мнение и да започнат преврат, който би отстранил фашизма. Думини е затворен в продължение на 2 години. При освобождаването си, твърди, че е казал на други хора, че Мусолини е отговорен, за което той е продължава да е в затвора.
Опозиционните партии реагират слабо или като цяло не го правят. Много от социалистите, либералите и умерените бойкотират парламента в северния район на Авентин, надявайки се да принудят крал Виктор Емануил III да премахне Мусолини.
На 31 декември 1924 г. консулите на черноризците се срещат с Мусолини и му отправят ултиматум: да смажат опозицията или да го направят без него. Страхувайки се от въстание от собствените си бойци, Мусолини решава да отхвърли всички претенции за демокрация. На 3 януари 1925 г. той отправя реч пред камарата, в която поема отговорността за насилието от страна на черните ризи (макар да не споменава за убийството на Матеоти).

## Фашистка Италия

### Организационни нововъведения
Американският историк Конрад Ярауш твърди, че Мусолини е отговорен за интегриран набор от политически иновации, които правят фашизма в мощна сила в Европа. Първо, той се отклонява от неясното обещание за бъдещо национално обновление и доказва, че движението всъщност може да заграби властта и да управлява цялостно правителство в голяма държава по фашистки линии. Второ, движението твърди, че представлява цялата национална общност, а не фрагмент като работническата класа или аристокрацията. Той полага значителни усилия, за да включи преди това отчуждения католически елемент. Той определя обществените роли за основните сектори на бизнеса, вместо да му позволи да работи зад кулисите. Трето, той развива култ на едночленното лидерство, насочено към медийното внимание и към националния дебат за собствената си личност. Като бивш журналист Мусолини се оказва много вещ в използването на всички форми на средства за масова информация, включително такива нови форми като филми и радио. Четвърто, той създава масова партия за членство, със свободни програми за млади мъже, млади жени и различни други групи, които следователно биха могли да бъдат мобилизирани и наблюдавани по-лесно. Той забранява всички алтернативни политически формации и партии (но тази стъпка не е никакво нововъведение). Подобно на всички диктатори той използва либерално заплахата от извънсъдебно насилие, както и действителното насилие от неговите черни ризи, за да изплаши опозицията си.

### Полицейска държава
Между 1925 и 1927 г. Мусолини постепенно премахва почти всички конституционни и конвенционални ограничения на своята власт и изгражда полицейска държава. Законът, приет на 24 декември 1925 г. – Бъдни вечер за предимно римокатолическа страна променя официалната титла на Мусолини от „Президент на Министерския съвет“ до „Ръководител на правителството“, въпреки че той все още е наричан „министър-председател“. Той вече не отговаря пред Парламента и може да бъде отстранен само от краля. Докато италианската конституция заявява, че министрите са отговорни само пред суверените, на практика става невъзможно да се управлява против изричната воля на Парламента. Законът на Бъдни вечер прекратява тази практика и също така прави Мусолини единствения човек, компетентен да определи дневния ред. Този закон прави правителството на Мусолини в де факто юридическа диктатура. Местната автономия е премахната, а подесттите, назначени от италианския Сенат, заменят избраните кметове и съвети.
На 7 април 1926 г. Мусолини преживява първия си опит за убийство от страна на Вайълет Гибсън, ирландка и дъщеря на лорд Ашбърн, която е депортирана след ареста ѝ. На 31 октомври 1926 г. 15-годишният Антео Дзамбони се опитва да застреля Мусолини в Болоня. Дзамбони е линчуван на място. Мусолини оцелява и в неуспешен опит за убийство в Рим от анархиста Джино Лучети и в планиран опит на италианския анархист Микеле Скиру, който завършва със залавянето и екзекуцията на Скиру.
Всички останали партии са забранени след опита за убийство от Дзамбони през 1926 г., макар че на практика Италия е еднопартийна държава от 1925 г. През същата година избирателен закон премахва парламентарните избори. Вместо това Големият фашистки съвет избира списък от кандидати, които да бъдат одобрени от референдум. Великият съвет е създаден 5 години по-рано като партиен орган, но е „конституционализиран“ и става най-висшият конституционен орган в държавата. На хартия Великият съвет има право да препоръчва отстраняването на Мусолини от длъжност и по този начин теоретично е единствената заплаха за неговата власт. Само Мусолини обаче може да свиква Великия съвет и да определя дневния му ред. За да получи контрол над Юга, особено Сицилия, той назначава Чезаре Мори като префект на град Палермо, който е длъжен да изкорени мафията на всяка цена. В телеграмата Мусолини пише на Мори: „Ваше Превъзходителство има картбланш; авторитетът на държавата трябва напълно, повтарям, напълно да се възстанови в Сицилия. Ако все още действащите закони Ви възпрепятстват, това няма да бъде проблем, понеже ще напишем нови закони.“
Мори не се поколебава да обсажда градовете, да използва мъчения и да държи жени и деца като заложници, за да накара заподозрените да се предадат. Тези груби методи му носят прякора „железен префект“. През 1927 г. се доказва тайно споразумение между мафията и фашисткото управление, а през 1929 г. Мори е освободен от длъжност, като броят на убийствата в провинция Палермо намалява от 200 на 23. Мусолини номинира Мори за сенатор и фашистката пропаганда твърди, че мафията е победена.

### „Пацификацията на Либия“
През 1919 г. Италианската държава прави редица либерални реформи в Либия, които позволяват образование на хората от арабски и берберски произход и позволяват на либийците да станат италиански граждани. Джузепе Волпи, който е назначен за губернатор през 1921 г., е задържан от Мусолини и оттегля всички мерки, предлагащи равенство на либийците. Политиката за конфискация на земя от страна на либийците, която да се предаде на италиански колонизатори, дава нова сила на либийската съпротива, водена от Омар Мухтар, и по време на последвалото „Помиряване на Либия“ фашисткият режим извършва близо до геноцидна кампания, предназначена да убие колкото се може повече либийци. Повече от половината от населението на Киренайка е тикнато в 15 концентрационни лагери до 1931 г., докато Кралските италиански военновъздушни сили провеждат химически бойни атаки срещу бедуините. На 20 юни 1930 г. маршал Пиетро Бадолио пише на генерал Родолфо Грациани:
| „      | Що се отнася до цялостната стратегия, е необходимо да се създаде значително и ясно разделение между контролираното население и бунтовническите формации. Не крием значението и сериозността на тази мярка, която може да е унищожение на покореното население… Но сега курсът е поставен и ние трябва да го изпълним докрай, дори ако цялото население на Киренайка трябва да загине. | “ |
| [ 70 ] | |   |

На 3 януари 1933 г. Мусолини казва на дипломата барон Помпей Алози, че французите в Тунис са направили „ужасяваща грешка“, като са разрешили секс между французи и тунизийци, което според него би довело до фрагментирането на французите в нация от „мелези“ и за да предотврати същото нещо, което се случва на италианците, дава заповед на маршал Бадолио смесените връзки да станат престъпление в Либия.

### Икономическа политика
Мусолини стартира няколко обществени строителни програми и правителствени инициативи в цяла Италия за борба с икономическите неуспехи и равнища на безработица. Най-ранната му (и една от най-известните) е „битката за пшеница“, с която са създадени 5000 нови ферми и 5 нови селскостопански града върху земя, рекултивирана чрез отводняване на Понтийските мочурища. В Сардиния е създаден модел на селскостопанско градче, наречено Мусолиния, но отдавна е преименувано на Арбореа. Този град е първият от които Мусолини се надява да създаде хиляди нови селскостопански селища в цялата страна. Битката за пшеницата отклонява ценните ресурси за производството на пшеница от други икономически по-жизнеспособни култури. Земеделските производители отглеждат пшеница на неподходяща почва, като използват всички постижения на съвременната наука и макар че реколтата от пшеница се увеличава, цените се покачват, потреблението пада и се налагат високи тарифи. Тарифите насърчават широко разпространената неефективност, а държавните субсидии, отпуснати на земеделските стопани, поставят страната в дълг.
Мусолини също така инициира „битката за земята“ – политика, основаваща се на рекултивация на земята, очертана през 1928 г. Инициативата има смесен успех, докато проекти като отводняването на Понтин Марш през 1935 г. за земеделие са добри за пропагандни цели, осигуряват работа на безработните и позволяват на големите собственици на земя да контролират субсидиите, други райони в „битката за земя“ не са много успешни. Тази програма е в противоречие с „битката за пшеницата“ (малките парцели не са разпределени за мащабно производство на пшеница). По-малко от 10 000 селяни се преселват на преразпределената земя, а бедността на селяните остава висока. Инициативата „битка за земя“ е прекратена през 1940 г.
През 1930 г. в доктрината за фашизма Мусолини пише: „Т. нар. криза може да бъде решена само чрез държавна намеса и в орбитата на държавата“. Той се опитва да се бори с икономическата рецесия, като въвежда „Злато за отечеството“, насърчавайки обществеността доброволно да дари златни бижута на правителствени служители в замяна на стоманени гривни, носещи думите „Злато за отечеството“. Дори Ракеле Мусолини дарява своя сватбен пръстен. Събраните злата са разтопени в златни пръчки, които са разпределени в националните банки.
Държавният контрол върху бизнеса е част от политическото планиране на Мусолини. До 1935 г. той твърди, че 3/4 от италианските предприятия са под държавен контрол. По-късно през тази година, Мусолини издава няколко укази, които допълнително контролират икономиката, например принуждавайки банките, предприятията и частните граждани да предадат всички чуждестранни емитирани акции и облигации на банката на Италия. През 1936 г. той налага ценови контрол. Той също така се опитва да превърне Италия в самодостатъчна, като поставя големи бариери пред търговията с повечето страни, с изключение на Нацистка Германия.
През 1943 г. Мусолини предлага теорията за икономическата социализация.

### Пропаганда и култ към личността
Основният приоритет на Мусолини е подчиняването на умовете на италианския народ и използването на пропаганда за това. Изпълнен е богат култ към личността, съсредоточен върху фигурата на Мусолини. Мусолини се представя за въплъщение на новия фашистки „свръхчовек“, насърчавайки естетиката на култа към личността, които му приписват квазибожествени способности. По различно време след 1922 г. Мусолини лично поема министерствата на вътрешните работи, външните работи, колониите, корпорациите, отбраната и обществените работи. Понякога има седем отдела едновременно, както и премиерския пост. Той е и ръководител на всемогъщата фашистка партия и въоръжената местна фашистка милиция – Черните ризи, които тероризират началните съпротиви в градовете и провинциите. По-късно той формира ОВРА – институционализирана тайна полиция, която е с официална държавна подкрепа и цел да смачка антифашизма. По този начин той успява да запази властта в собствените си ръце и да предотврати появата на съперник.
Мусолини също се представя като верен спортист и квалифициран музикант. Всички учители в училищата и университетите трябва да положат клетва, за да защитават фашисткия режим. Редакторите на вестници са избрани лично от него, а само онези, които притежават сертификат за одобрение от страна на фашистката партия, биха могли да практикуват журналистика. Тези удостоверения са издадени в тайна. Така Мусолини умело създава илюзията за „свободна преса“. Профсъюзите също са лишени от всякаква независимост и са интегрирани в т. нар. „корпоративна“ система. Целта (никога ненапълно постигната), вдъхновена от средновековните гилдии, е да се поставят всички италианци в различни професионални организации или корпорации, всичките под нелегален държавен контрол.

### Култура
Националистите в годините след Първата световна война се смятат за борци срещу либералните и доминиращи институции, създадени от кабинети – като тези на Джовани Джолити, включително традиционното образование. Футуризмът – революционно културно движение, което би послужило като катализатор на фашизма, спори за „училище за физически кураж и патриотизъм“, изразено от Филипо Томазо Маринети през 1919 г. Маринети изразява своето пренебрежение към „праисторическия и троглодитски древногръцки и латински курс“, като се застъпва за заместването им с упражнения, моделирани на войниците на Ардити. През тези години се формират първите фашистки младежки крила: през 1919 г., Avanguardia Giovanile Fascista и Gruppi Universitari Fascisti през 1922 г.
След похода към Рим, който изкачва Мусолини на власт, фашистите започват да обмислят начини да политизират италианското общество с акцент върху образованието. Мусолини възлага на бившия ардито и заместник-секретар по въпросите на образованието Ренато Ричи задачата да „реорганизира младите от морална и физическа гледна точка“. Ричи търси вдъхновение с Робърт Бейдън-Пауъл, основател на скаутите, среща се с него в Англия, както и с художници в Германия.
Според Мусолини „фашисткото образование е морално, физическо, обществено и военно: има за цел да създаде пълен и хармонично развит човек, фашист според нашите възгледи“. Мусолини структурира този процес, вземайки предвид емоционалната страна на детството: „Детството и юношеството не могат да се хранят само чрез концерти, теории и абстрактно учение. Истината, която се стремим да ги научим, трябва да се хареса най-вече на тяхната фантазия, сърцата и само тогава в ума им.“ „Образователната стойност, определена чрез действие и пример“ трябва да замести установените подходи. Фашизмът се противопоставя на неговия вариант на идеализъм до преобладаващия рационализъм и използва националната младежка асоциация „Балила“ за заобикаляне на образователната традиция чрез налагане на колективната йерархия, както и на собствения култ към личността на Мусолини.
Друга важна съставна част на фашистката културна политика е римокатолицизмът. През 1929 г. е подписан конкордат с Ватикана, който приключва десетилетната борба между иИталианската държава и папството, която датира от 1870 г. (приемането на папските държави от Савойската династия по време на обединението на Италия). Според Латеранските договори Италианската държава най-сетне е призната от Римокатолическата църква, а независимостта на Ватикана е призната от Италианската държава. Те са толкова добре приети от църковната йерархия, че папа Пий XI признава Мусолини за „човек на провидението“.
Договорът от 1929 г. включва законова разпоредба, според която италианското правителство ще защитава честта и достойнството на папата, като преследва нарушителите. През 1927 г. Мусолини е отново покръстен от римокатолически свещеник. След 1929 г. с антикомунистическите си доктрини Мусолини убеждава много католици активно да го подкрепят.

### Външна политика
Във външната политика Мусолини е прагматичен и опортюнистичен. В центъра на визията му е мечтата да се създаде нова Римска империя в Африка и на Балканите, за да се защити т. нар. „осакатена победа“ от 1918 г., наложена от „плутодемокрациите“ (Великобритания и Франция), които предават Договора от Лондон и узурпират предполагаемото „естествено право“ на Италия да постигне върховенство в Средиземноморския басейн. През 20-те години обаче, предвид слабостта на Германия, проблемите на следвоенното възстановяване и въпроса за репарациите, ситуацията в Европа е твърде неблагоприятна, за да се застъпи за открито ревизионистичен подход към Версайския договор. През 20-те г. външната политика на Италия се основава на традиционната идея на Италия да поддържа „еднаквостояща“ позиция от всички големи сили, за да упражнява „определена тежест“, която независимо от властта, която Италия е избрала да приведе в съответствие, решително ще промени баланса на властта в Европа, а цената на такова привеждане в съответствие би била подкрепа за италианските амбиции в Европа и/или Африка. Междувременно, тъй като за Мусолини демографията е съдба, той провежда безмилостна родствена политика, предназначена да увеличи раждаемостта; например през 1924 г., като се застъпва или дава информация за контрацепцията като престъпление, и през 1926 г. заповядва на всяка италианка да удвои броя на децата, които е готова да роди. За Мусолини тогавашното население на Италия от 40 милиона не е достатъчно за борба в голяма война и трябва да увеличи населението на най-малко 60 милиона италианци, преди да е готов за война.
В ранните години от управлението си Мусолини действа като прагматичен държавник, опитвайки се да постигне някои предимства, но никога не поема риска за война с Великобритания и Франция. Изключение е бомбардирането и окупацията на Корфу през 1923 г. Това става след инцидент, при който италиански военни, изпратени с мисия от Лигата на нациите за уреждане на граничен спор между Гърция и Албания, са убити от бандити с неизвестна националност. Тогава Мусолини е готов да се впусне във война с Великобритания и само отчаяната съпротива на ръководството на италианския военноморски флот, което твърди, че не може да се сравнява с британския кралски флот, убеждава Мусолини да приеме дипломатическо решение. Отразявайки обсебеността му от демографията, Мусолини продължава да казва, че Италия няма достатъчна работна ръка, за да спечели война срещу Великобритания и/или Франция, и че времето за война ще дойде някъде в средата на 1930-те години, когато високата италианска раждаемост най-накрая ще даде на Италия необходимите войници. Впоследствие Мусолини участва в Договорите от Локарно от 1925 г., които гарантират западните граници на Германия, начертани през 1919 г. През 1929 г. той нарежда на генералния щаб на армията да започне планиране на агресия срещу Франция и Югославия. През юли 1932 г. изпраща послание до германския министър на отбраната генерал Курт фон Шлайхер, което предполага антифренско италианско-германско обединение, на което Шлейхер отговаря благосклонно, макар и с условието, че Германия трябва да се задържи цяла на първо място. В края на 1932 г. – началото на 1933 г. Мусолини планира да започне изненадваща атака срещу Франция и Югославия през август 1933 г. Планът е изоставен, когато става известно, че френското Второ бюро е разбило италианските военни кодове и французите, предупредени по този начин за италианските планове, са добре подготвени.
След като Адолф Хитлер и НСДАП идват на власт, заплашвайки италианските интереси в Австрия и Дунавския басейн, Мусолини предлага „четворен пакт“ с Великобритания, Франция и Германия през 1933 г. Когато „австрийско-фашисткия“ канцлер Енгелберт Долфус с диктаторска власт е убит на 25 юли 1934 г. от националсоциалистически поддръжници, Мусолини дори заплашва Германия с война в случай на германско нахлуване в Австрия. Мусолини за известно време продължава строго да се противопоставя на всички немски опити за Аншлус.
Въпреки задържането на Мусолини за противопоставяне на италианско-турската война в Африка, след кризата на Абисиния от 1935 – 1936 г. във Втората италианско-етиопска война, Италия нахлува в Етиопия свързани с италианските инциденти, над неясната граница между Етиопия и италиански Сомалиленд. Историците все още са разделени за причините за нападението над Етиопия през 1935 г. Някои италиански историци като Франко Каталано и Джорджо Рохат твърдят, че нашествието е акт на социален империализъм, като твърди, че Голямата депресия сериозно е накърнила престижа на Мусолини и че той има нужда от чужда война, за да разсее общественото внимание. Други историци като Пиетро Пасторели твърдят, че нахлуването е стартирано като част от една експанзионистична програма, за да превърне Италия в основна власт в района на Червено море и Близкия изток. Средно интерпретиране е предложено от американския историк Макгрегър Нокс, който твърди, че войната е започнала както от чужди, така и от вътрешни причини, като и двете са част от експанзионистичните планове на Мусолини и са предназначени да дадат на Мусолини триумф във външната политика, за да прокара фашистката система в по-радикална посока у дома. Италианските сили са много по-добри от абисинските сили, особено във въздушната власт, и те скоро побеждават. Императорът Хайле Селасие е принуден да напусне страната, а Италия влиза в столицата Адис Абеба, за да провъзгласи империя през май 1936 г., което прави Етиопия част от италианска Източна Африка.
Всъщност въпреки че Франция и Великобритания вече са колонизирали части от Африка, борбата за Африка приключва до началото на 20. век. Международното настроение е против колониалистическото разширяване и действията на Италия са осъдени. Освен това Италия е критикувана за използването на синапения газ и фосген срещу враговете си. Между 1936 и 1941 г. по време на операциите за „успокояване“ на Етиопия италианците убиват стотици хиляди граждани на Етиопия и се смята, че са убили около 7% от цялото население на Етиопия. Мусолини нарежда на маршал Родолфо Грациани да „инициират и систематично да провеждат политика на терор и унищожение срещу бунтовниците и населението в съучастие с тях. Без политика от десет очи на един не можем да излекуваме тази рана своевременно“. Вярвайки, че Източноправославната Църква е вдъхновила етиопците да се противопоставят, Мусолини разпорежда на православните свещеници и монаси да бъдат цели в отмъщение за партизански атаки. Мусолини внася закон за междурасовия секс, който се наказва с 5 години затвор, тъй като Мусолини е напълно наясно, че не иска войниците и служителите му в Етиопия да се срещат с етиопски жени при каквито и да е обстоятелства, многорасовите отношения правят хората му по-малко склонни да убиват етиопците. Мусолини се възползва от политиката на бруталност, отчасти защото вярва, че етиопците не са нация, защото черните хора са били твърде глупави, за да имат чувство за националност и затова партизаните са просто „бандити“. Другата причина е, че той планира да доведе милиони италиански колонисти в Етиопия и трябва да убие голяма част от населението на Етиопия, за да направи място за италианските колонисти точно както прави в Либия.
Санкциите срещу Италия са използвани от Мусолини като претекст за съюз с Нацистка Германия. През януари 1936 г. Мусолини казва на германския посланик Улрих фон Хасел, че „ако Австрия на практика стане германски сателит, той няма да има възражения“. Като признава, че Австрия е в германската сфера на влияние, Мусолини отстранява основния проблем в италианско-германските отношения.
На 11 юли 1936 г. е подписан австро-германски договор, според който Австрия се обявява за „германска държава“, чиято външна политика винаги би била съгласувана с Берлин и позволява на пронацистите да влязат в австрийския кабинет. Мусолини налага силен натиск върху австрийския канцлер Курт Шушвинг да подпише договора, за да подобри отношенията си с Хитлер. През януари 1937 г. Великобритания подписва „Споразумение за джентълмени“ с Мусолини, което има за цел да ограничи италианската намеса в Испанската гражданска война, и се разглежда от британското външно министерство като първа стъпка към създаването на англо-италиански съюз. През април 1938 г. Великобритания и Италия подписват Великденските споразумения, според които Великобритания обещава да признае Етиопия като италианска в замяна на изтеглянето на Италия от Испанската гражданска война. Чуждестранната служба разбира, че испанската гражданска война дърпа Рим и Берлин по-близо и смята, че ако Мусолини може да бъде убеден да се махне от Испания, той ще се върне в съюзническия лагер. За да изтеглят Мусолини от Испания, британците са готови да платят такива цени, като например да признаят крал Виктор Емануил III за император на Етиопия.
Отразявайки новата прогерманска външна политика на 25 октомври 1936 г., Мусолини се съгласява да формира ос Рим-Берлин, одобрена със споразумение за сътрудничество с Нацистка Германия и подписано в Берлин. Освен това завладяването на Етиопия струва живота на 12 000 италианци, и други 4000 – 5000 либийци, еритрейци и сомалийци, борещи се с италианската власт. Мусолини вярва, че завладяването на Етиопия ще струва между 4 и 6 млрд. лири, но истинските разходи за нахлуването се оказват 33,5 млрд. лири. Икономическите разходи за завладяването се оказват ужасяващ удар за италианския бюджет и сериозно забавят италианските усилия за военна модернизация, тъй като парите, които Мусолини е отделил за военна модернизация, са изразходвани за завладяването на Етиопия, нещо, което помага Мусолини да се тласне към Германия. За да помогне за покриването на огромните дългове по време на Етиопската война, той девалвира лирата с 40% през октомври 1936 г. Освен това разходите за завладяването на Етиопия струват на италианската съкровищница още 21,1 млрд. лири между 1936 – 1940 г. Италия е загубила 4000 мъже, убити в испанската гражданска война (брой на населението на Италия е пропорционално два пъти по-голям от американските загуби във Виетнам), докато италианската интервенция в Испания струва на Италия още 12 – 14 млрд. лири. През 1938 и 1939 г. италианското правителство влага 39,9 млрд. лири по данъци, докато целият италиански брутен национален продукт е бил 153 млрд. лири, което означава, че етиопските и испанските войни налагат икономически разходи за Италия. Много по-големият размер на германската икономика позволява на Хитлер едновременно да модернизира Вермахта и да се намеси в испанската гражданска война в същото време – вариант, който Мусолини няма. Между 1935 – 1939 г. войните на Мусолини струват на Италия еквивалента на 500 млрд. щатски долара през 1999 г., което е дори и пропорционално по-голяма тежест, тъй като Италия е била бедна държава. В същото време, когато италианските военни попадат зад останалите големи сили, настъпва пълна надпревара във въоръжаването, тъй като Германия, Великобритания и Франция харчат все по-големи суми пари за военните си сили през 30-те години на 20. век – ситуация, в която Мусолини признава сериозно ограничената способност на Италия да води самостоятелна война и по този начин изисква огромен съюзник, за да компенсира нарастващата италианска изостаналост.
От 1936 до 1939 г. Мусолини предоставя огромна сума на военна подкрепа на националистите в испанската гражданска война. Тази активна намеса от страна на Франко допълнително дистанцира Италия от Франция и Великобритания. В резултат на това, връзката на Мусолини с Адолф Хитлер се задълбочава и той решава да приеме германското анексиране на Австрия през 1938 г., последвано от анексията на Чехословакия през 1939 г. Споразумението с Германия Тристранен пакт от 1936 г. е укрепено с подписването на Стоманен пакт на 22 май 1939 г., който свързва Фашистка Италия и Нацистка Германия в пълен военен съюз.

## Втора световна война

### Нарастваща буря
Към края на 30-те години обсебването на Мусолини с демографията го води до заключението, че Великобритания и Франция са свършени като велики сили и че Германия и Италия са тези, на които е отредено да управляват в Европа, ако не за друго, то заради демографската си мощ. Мусолини заявява своето виждане, че намаляващите нива на раждаемостта във Франция са „абсолютно ужасяващи“ и че Британската империя е обречена, тъй като 1/4 от британското население е застаряло. Той вярва, че съюз с Германия е за предпочитане пред съюз с Великобритания и Франция, тъй като е по-добре да има силните, а не слабите на своя страна. Мусолини гледа на международните отношения като социална дарвинистка борба между „възмъжалите“ нации с високи нива на раждаемост, които са предопределени да унищожат „хилавите“ нации с ниски нива на раждаемост. Той смята, че Франция е „слаба и стара“ нация, тъй като ежеседмичната ѝ смъртност надхвърля раждаемостта с 2000 души. Той до такава степен вярва, че Италия е предопределена да владее Средиземноморието заради високата си раждаемост, че пренебрегва голяма част от сериозното планиране и подготовка, които са нужни за война със Западните сили. Единствените аргументи, които държат Мусолини назад от пълно подравняване с Берлин, са осъзнаването му на италианската икономическа и военна слабост, което означава, че му е нужно повече време да се въоръжи, и желанието му да използва Великденското съглашение от април 1938 г. като начин да раздели Великобритания от Франция. Военен съюз с Германия, за разлика от вече съществуващия по-свободен политически съюз с Райха под формата на Антикоминтернов пакт (който няма военна обремененост), лесно може да сложи край на шансовете на Великобритания да имплементира Великденското съглашение. От своя страна Великденското съглашение има за цел да остави Франция сама срещу Италия, като значително подобрява отношенията между Италия и Великобритания, която би останала неутрална в случай на Френско-италианска война (Мусолини има имперски планове за Тунис, където среща подкрепа). Британците гледат на Великденското съглашение като начин да отдалечат Италия от Германия. На 8 ноември 1938 г. граф Чано, доведеният син на Мусолини и министър на външните работи, пише в дневника си относно външната политика на диктатора спрямо Франция: „Джибути ще трябва да се управлява заедно с Франция; Тунис с горе-долу подобен режим; Корсика, италианска и никога пофранцузена и следователно под наш пряк контрол, като границата ще преминава по река Вар“. Колкото до Савоя, която „нито исторически, нито географски е италианска“, Мусолини твърди, че няма интерес в нея. На 30 ноември 1938 г. Мусолини кани френския посланик Андре Франсоа-Понсе да присъства на отварянето на Италианската камара на депутатите, по време на което събранието от депутати, по негов знак, започват шумна демонстрация против Франция, викайки, че Италия трябва да анексира Тунис, Ница, Корсика и Савоя, което е последвано от депутатски марш на улицата, носейки знаци, изискващи Франция да даде Тунис, Савоя и Корсика на Италия. Френският министър-председател Едуар Даладие отхвърля италианските искания за териториална концесия и през по-голямата част от зимата на 1938 – 1939 г. Франция и Италия са на ръба на война.
През януари 1939 г. британският министър-председател Невил Чембърлейн посещава Рим, като по време на визитата му Мусолини научава, че макар Великобритания много да иска да подобри отношенията си с Италия и е готова на отстъпки, тя не би отрязала връзките си с Франция в полза на по-добри англо-италиански такива. С това Мусолини развива все по-голям интерес към немското предложение за военен съюз, което за пръв път е отправено към него през май 1938 г. През февруари 1939 г. Мусолини изнася реч пред Големия фашистки съвет, по време на която той обявява, че силата на една държава е „пропорционална на нейната морска позиция“ и че Италия е „затворник на Средиземноморието и че колкото по-многобройна и силна става тя, толкова повече ще страда от затварянето си. Решетките на затвора са Корсика, Тунис, Малта и Кипър, а пазителите на затвора са Гибралтар и Суец“.
Новият курс не остава без критики. На 21 март 1939 г., по време на заседание на Големия фашистки съвет, Итало Балбо обвинява Мусолини в „лизане на ботушите на Хитлер“, сравнява пронемската външна политика на Дучето като водене на Италия към беда и отбелязва, че отварянето към Великобритания все още съществува и че не е неизбежно за Италия да се съюзи с Германия. Въпреки че много членове на фашистката партия като Балбо не желаят близки отношения с Берлин, контролът на Мусолини над машината за външна политика означава, че това разногласие има малко значение. Мусолини има водеща позиция във Фашистката партия, но не я доминира напълно, тъй като нападките на Балбо и сравнително ограничения отговор на Мусолини показват, че Нацистката партия няма еквивалент във Фашисткия голям съвет и е немислимо за един от гаулайтерите на Хитлер да го нападне по същия начин както Балбо критикува Мусолини. През април 1939 г. Мусолини нарежда нахлуване в Албания. Италия побеждава Албанското кралство само за пет дни, принуждавайки крал Зог I да избяга и да се установи период на италианска окупация в Албания. До май 1939 г. силите на Оста не са изцяло официални, но през този месец е подписан Стоманения пакт, очертаващ дружбата и съюзничеството между Германия и Италия и подписан от външните министри на страните. Този пакт е нападателен и защитен военен съюз, макар Мусолини да подписва пакта едва след като получава обещание от немците, че няма да има война за следващите три години. Италианският крал Виктор Емануил III също е предпазлив относно пакта, като е по-благосклонен към традиционните италиански съюзници като Франция и се страхува от последствията на един нападателен военен съюз, който на практика означава предаване на контрола над военни въпроси на Хитлер.
Хитлер има намерение да нападне Полша, въпреки че Галеацо Чано предупреждава, че това най-вероятно ще доведе до война със Съюзниците. Хитлер отхвърля коментара на Чано, предсказвайки че Великобритания и другите Западни сили ще се оттеглят, и предлага на Италия идеята да нападне Кралство Югославия. Предложението е съблазнително за Мусолини, но на този етап световна война би била бедствие за Италия, тъй като ситуацията с въоръжението на Италианската империя е слаба. Виктор Емануил III апелира за неутралитет в диспута. Така, след като Втората световна война избухва в Европа на 1 септември 1939 г. с нахлуването на Германия в Полша, Италия не се включва в конфликта. Обаче когато немците лишават от свобода 183 професори от Ягелонския университет в Краков на 6 ноември 1939 г., Мусолини лично се противопоставя на това действие на Хитлер, което води до освобождаването на 101 поляци.

### Обявяване на война
Когато Втората световна война започва, Галеацо Чано и Едуард Ууд водят тайни телефонни разговори. Британците искат Италия на тяхна страна срещу Германия, както е и през Първата световна война. Мнението на френското правителство клони повече към действие срещу Италия – те са склонни да нападнат Италия в Либия. През септември 1939 г. Франция отива в другата крайност, предлагайки на Италия да дискутират проблемите, но тъй като французите не искат да говорят за Корсика, Ница и Савой, Мусолини не отговаря на предложението. Към края на ноември 1939 г. Хитлер обявява: „Докато е жив Дучето, можем да бъдем сигурни, че Италия ще се възползва от всяка възможност да постигне своите имперски цели“.
Убеден че войната ще свърши скоро, с най-вероятна победа за Германия, Мусолини решава да влезе във войната на страната на Оста. Италия обявява война на Великобритания и Франция на 10 юни 1940 г. Мусолини гледа на войната срещу Великобритания и Франция като на борба на живот и смърт между противоположни идеологии – „фашизма и масонския, демократичен, капиталистически свят“, описвайки войната като „борба между плодородните млади хора срещу стерилните хора, тръгнали към залеза; това е борба между два века и две идеи“.
Италия се присъединява към германците в Битката за Франция при алпийската граница. Само след единадесет дни Франция и Германия подписват Компиенското примирие. Включени в територията на Италия са повечето земи около Ница и други югоизточни райони. Междувременно в Африка силите на Италианска Източна Африка на Мусолини нападат британците в Судан, Кения и Сомалия в т.нар. Абисинска кампания. Сомалия е завладяна и присъединена към Италианска Източна Африка на 3 август 1940 г., след което настъпленията към Судан и Кения продължават.

### Пътят към загубата
През септември 1940 г. италианската 10-а армия, командвана от Родолфо Грациани, прекосява от Италианска Либия в Египет, където се намират британските сили. Този ход става известен в историята като Западна пустинна кампания. Напредването е успешно, но италианците спират при Сиди Барани, за да изчакат логистична подкрепа. На 24 октомври 1940 г. Мусолини изпраща Италианския въздушен корпус в Белгия, където участва в Блица до януари 1941 г. През октомври Мусолини изпраща италиански части в Кралство Гърция, започвайки Италианско-гръцката война. След първоначален успех това постига обратен ефект, когато гърците контраатакуват безмилостно, при което Италия губи една четвърт от Албания.
Събитията в Африка се променят в началото на 1941 г., докато Операция „Компас“ принуждава италианците да се изтеглят обратно в Либия, причинявайки тежки загуби на италианската армия. В Абисинската кампания е започната атака срещу италианските сили. Въпреки съпротивата те са победени в битката при Керен и италианската защита започва да рухва, като е крайно победена при битката при Гондар. Мусолини е напълно отворен за събитията към италианската публика, заявявайки: „Ние наричаме хляба хляб и виното вино и когато врагът победи в битка, е ненужно и нелепо да се търси, както англичаните правят в своето несравнимо лицемерие, начин това да се отрече или омаловажи.“. Част от коментара му е във връзка с по-ранния успех на италианците в Африка, преди да бъдат победени от Съюзниците по-късно. При опасността да се загуби контролът над всички италиански притежание в Северна Африка Германия накрая изпраща своя Африкански корпус в поддръжка на Италия. Междувременно Операция „Марита“ започва в Югославия, за да сложи край на Италкианско-гръцката война, водейки до победа на Оста и окупация на Гърция от Италия и Германия.
Генерал Марио Роботи, командир на италианската 11-а дивизия в Словения и Хърватия, издава заповед в съответствие с директива, получена от Мусолини през юни 1942 г.: „Няма да възразя срещу това всички словенци да бъдат затворени и заменени от италианци. С други думи, трябва да предприемем стъпки към осигуряването на еднакви политически и етнически граници.“.
Мусолини за пръв път чува за Операция „Барбароса“ чак след нахлуването в Съветския съюз на 22 юни 1941 г. и не е питан от Хитлер да се включи. Мусолини предприема инициативата да нареди на италианската армия да се насочи към Източния фронт, където се надява Италия да отбележи лесна победа, за да възвърне блясъка на фашисткия режим, който е опетнен от загубите в Гърция и Северна Африка. Казва на Министерския съвет на 5 юли, че единствената му тревога е, че Германия може да победи Съветския съюз, още преди италианците да са пристигнали. В среща с Хитлер през август Мусолини предлага и Хитлер приема въвличането на допълнителни италиански части, които да се бият в Съветския съюз. Тежките загуби, претърпявани от италианците на Източния фронт, където службата е изключително непопулярна сред обществото, поради виждането, че това не е война на Италия, уронват престижа на Мусолини сред италианския народ. След японското нападение над Пърл Харбър той обявява война на САЩ на 11 декември 1941 г. Следното е запис от дневника на външния министър Чано относно отговора на Мусолини към нападението над Пърл Харбър: „Нощно телефонно обаждане от Рибентроп. Той е много зарадван от японското нападение над САЩ. Той е толкова щастлив от това, че и аз се радвам с него, въпреки че не съм много сигурен за крайните последствия от това. Едно нещо е вече сигурно – САЩ ще се включи в конфликта и конфликтът ще е толкова дълъг, че те ще могат да осъзнаят всичките си потенциални сили. Тази сутрин казах това на краля, който е зарадван от случая. Той заключи, че в края на краищата аз може да се окажа прав. Мусолини също е щастлив. Дълго време той искаше изясняване на отношенията между САЩ и Оста“.

### Освободен и арестуван
В началото на 1942 г. италианската военна ситуация вече е безнадеждна. След загубата при Ел Аламейн в края на 1942 г. силите на Оста трябва да се изтеглят и в началото на 1943 г. са окончателно победени. Италия страда от големи неуспехи и на Източния фронт. Съюзническото настъпление в Сицилия довежда войната до вратите на държавата. Италианският домашен фронт също е в лоша форма, докато съюзническите бомбардировки вземат своите жертви. Заводите в Италия са доведени до застой, тъй като суровините като въглища и нефт спират. Освен това има хроничен недостиг на храна и каквато храна е налична се продава на почти конфискационни цени. Някогашната повсеместна пропагандна машина на Мусолини губи ефекта си върху хората. Голям брой италианци се обръщат към Радио Ватикана или Радио Лондон за по-точно отразяване на новините. Недоволството достига връх през март 1943 г. с вълна от трудови стачки в промишления север – първите мащабни стачки от 1925 г. Пак през март някои от големите заводи в Милано и Торино спират производството си, за да осигурят евакуационни надбавки за семействата на работниците. Немското присъствие в Италия също рязко обръща общественото мнение срещу Мусолини. Например когато Съюзниците нахлуват в Сицилия, по-голямата част от населението ги приветства като освободители.
През април 1943 г. Мусолини умолява Хитлер да сключи мир със Сталин и СССР и да изпрати немски части на запад, за да защитят Италия от вероятно нахлуване на Съюзниците. Мусолини се страхува, че със загубите в Тунис и Северна Африка, следващата логична стъпка за Айзенхауер е да пресече Средиземноморието и да нападне Италия. Няколко дни след съюзническия десант на Сицилия през юли 1943 г., става ясно, че армията на Мусолини е на ръба на рухване. Това кара Хитлер да извика Мусолини на среща във Фелтре на 19 юли 1943 г. По това време Мусолини е толкова разтресен от напрежението, че повече не може да търпи гордостта на Хитлер. Настроението му се влошава още повече, когато на същия ден Съюзниците бомбардират Рим – първият случай в историята, когато този град е обект на бомбардировки.
Към този момент някои висши членове на правителството на Мусолини се обръщат срещу него. Сред тях са Дино Гранди и Галеацо Чано. Няколко от колегите му са на ръба на бунт и Мусолини е принуден да привика Големия съвет на 24 юли 1943 г. Това е първият случай, когато този орган е извикан от началото на войната. Когато обявява, че немците обмислят евакуация на юга, Гранди отприщва нападки срещу него. Гранди придвижва резолюция, изискваща краля да продължи с всичките си правомощия – де факто вот на недоверие срещу Мусолини. Той е приет с 19 гласа срещу 8. Въпреки това рязко порицание Мусолини се появява на работа на другия ден както обикновено. Той гледа на Големия съвет като на съветен орган и не си помисля, че вотът ще има някакъв ефект. Този следобед той е извикан в кралския дворец от Виктор Емануил III, който планира от по-рано да отстрани Мусолини. Когато Мусолини се опитва да каже на краля за събранието, Виктор Емануил го прекъсва и му казва, че ще бъде заместен от маршал Пиетро Бадолио. След като Мусолини напуска палата, той е арестуван от карабинери по нареждане на краля. По това време недоволството от Мусолини е толкова интензивно, че когато новината за падането му е обявена по радиото, няма никаква съпротива. Хората се радват, защото си мислят, че това означава край на войната.
С цел местонахождението на Мусолини да се скрие от немците, той е преместван от място на място, преди да бъде затворен в Кампо Императоре – планински курорт в Абруцо, където е напълно изолиран. Пиетро Бадолио обявява, че войната ще продължи в съюз с Германия. Макар че Бадолио поддържа вид на лоялност към Оста, той разпуска Фашистката партия след два дни и започва да преговаря за примирие със Съюзниците, което е подписано на 3 септември 1943 г. Обявяването му пет дни по-късно хвърля Италия в хаос. Немски войски се втурват, за да поемат контрола над Италия в Операция Ахзе. Докато германските войски наближават Рим, Бадолио и кралят напускат града, оставяйки италианската армия без заповеди. След период на анархия Италия накрая обявява война на Нацистка Германия на 13 октомври 1943 г. от Малта. Хиляди войници са доставени, за да се бият срещу немците, други отказват и се присъединяват към тях. Правителството на Бадолио държи политическо примирие с партизаните от левицата, за да изчисти страната от нацистите.

### Италианска социална република
Два месеца след като Мусолини е освободен и арестуван, той е спасен от затвора в Кампо Императоре в Операция „Дъб“ на 12 септември 1943 г. от фалширмйегери (парашутисти) и командоси на Вафен-СС, водени от майор Харалд Морс. Ото Скорцени също присъства. Спасяването на Мусолини попречва на Съюзниците да го заловят по сила на примирието. Хитлер прави планове да арестува крал Умберто II, Бадолио и останалата част от правителството и да върне властта на Мусолини в Рим, но бягството на правителството на юг парира тези планове.
Три дни след спасяването си Мусолини е изпратен в Германия за среща с Хитлер в Растенбург в Източнопруската му щаб-квартира. Въпреки подкрепата, Хитлер е шокиран от развълнувания и раздразнен вид на Мусолини, както и от нежеланието му да преследва хората в Рим, които са го свалили. Чувствайки, че трябва да направи каквото може, за да притъпи острието на нацистката репресия, Мусолини се съгласява да установи нов режим, т.нар. Италианска социална република, която е известна като Република Сало, тъй като администрацията ѝ е установена в град Сало. Новият режим на Мусолини търпи многобройни териториални загуби: освен че губи италианските земи, държани от Съюзниците и правителството на Бадолио, провинциите Южен Тирол, Белуно и Тренто са поставени под пряка администрация на Германия.
Освен това немската армия окупира Далматинските провинции на Сплит и Котор, които впоследствие са анексирани от хърватския фашистки режим. Италианските придобивки в Гърция и Албания също отиват в полза на Германия, с изключение на някои острови в Егейско море. Мусолини се противопоставя на всякакви териториални съкращения на Италианската държава и казва на сътрудниците си: „Аз не съм тук за да се отрека дори и от квадратен метър държавна земя. Ще се върнем във войната заради това. И ще се бунтуваме срещу всекиго заради това. Там където се е вяло италианско знаме, ще се върне италианско знаме. И където не се е свалило, сега като съм тук, никой няма да го свали. Тези неща съм ги казал на Фюрера“.
В продължение на около година и половина Мусолини живее в Гарняно на брега на езерото Гарда. Въпреки че настоява публично, че има пълна власт, той съзнава, че не е нищо повече от марионетка на немците, гаулайтер на Ломбардия. След като се поддава на натиск от Хитлер и останалите лоялни фашисти от правителството на Република Сало, Мусолини помага да се оркестрират ред екзекуции на някои от фашистките водачи, които са го предали при последното събрание на Големия фашистки съвет. Единият от екзекутираните е доведеният му син Галеацо Чано. Като глава на републиката Мусолини използва голяма част от времето си да пише мемоари. В интервю през януари 1945 г., няколко месеца преди да бъде заловен и екзекутиран от партизани, той заявява равнодушно: „Преди седем години аз бях интересна личност. Днес аз не съм нищо повече от труп.“. След това продължава: „Да, госпожо, с мен е свършено. Моята звезда угасна. Няма останала борбеност у мен. Аз работя и се опитвам, но знам че всичко това е само фарс... Очаквам края на трагедията и не се чувствам вече като актьор. Чувствам, че съм последният от зрителите“.

## Смърт
На 25 април 1945 г. съюзнически войски напредват в Северна Италия и предстои рухване на Република Сало. Мусолини и любовницата му Клара Петачи тръгват към Швейцария с цел да се качат на самолет и да избягат към Испания. Два дни по-късно, на 27 април, те са спрени близо до езерото Комо от комунистическите партизани Валерио и Белини и са идентифицирани от комисаря на партизаните, Урбано Ладзаро. По това време братът на Клара се представя за испански консул. След няколко неуспешни опита да бъдат отведени до Комо, те са отведени в Мецерга. Прекарват последната си нощ в къщата на семейство Де Мария.
На следващия ден Мусолини и Петачи са безцеремонно застреляни, заедно с повечето членове на техния влак с 15 души, основно министри и служители на Република Сало. Стрелбата е произведена от партизанския лидер с псевдоним „полковник Валерио“. Неговата истинска самоличност е неизвестна, но често за извършител се смята Валтер Аудизио, който твърди, че е извършил екзекуцията, макар друг партизанин да твърди, че Полковник Валерио е Луиджи Лонго, комунистически политик в Италия след войната. Мусолини е убит два дни преди Хитлер и Ева Браун да се самоубият.

### Трупът на Мусолини
На 29 април 1945 г. телата на Мусолини, Петачи и другите екзекутирани фашисти са натоварени във ван и се преместени южно от Милано. Към 3 часа сутринта са хвърлени на земята на площада „Лорето“.
След като биват ритани, телата са овесени с главата надолу от покрива на бензиностанция. След това телата са замеряни с камъни от гражданите. Това е направено както за да се обезкуражат фашистите да продължават борбата, така и като акт на отмъщение за обесването на много партизани на същото място от властите на Оста. Трупът на Дучето след това е обект на подигравки и злоупотреба. Видният фашист Акиле Стараче е заловен и осъден на смърт, след което е отведен до пл. „Лорето“, за да му се покаже тялото на Мусолини. Стараче, който веднъж казва за Мусолини, че е Бог, поздравява останките от лидера си, преди да бъде застрелян. След това тялото му е овесено до това на Мусолини.
След смъртта си Мусолини е погребан в необозначен гроб в гробището северно от Милано. На Великден през 1946 г. тялото му е намерено и изровено от неофашисти.
Тялото му накрая е отново намерено през август в манастира в Чертоза ди Павия близо до Милано. Двама францисканци впоследствие са обвинени в укриването на трупа, но по-късно се установява, че той постоянно е бил местен. Несигурни какво да правят, властите държат останките в политически затвор за десет години, преди да позволят да се върнат в родното му място, Предапио в Романя. Той е погребан в крипта, гробницата му е оградена с мраморни фасции и над нея е поставен голям мраморен бюст. Това е единствената посмъртна чест, отдадена на Мусолини и е направена от текущото правителство с цел да се спечели поддръжката на крайната десница.

## Личен живот
Първата съпруга на Мусолини е Ида Далсер, за която се жени в Тренто през 1914 г. На двойката ѝ се ражда син на следващата година и е кръстен Бенито Албино Мусолини, на баща си. През декември 1915 г. Мусолини се жени за Ракеле Гуиди, която му е любовница от 1910 г. Поради политическото му издигане информацията относно първия му брак е скрита и първата му жена и син по-късно са подложени на гонения. От Ракеле Мусолини има две дъщери – Еда (1910 – 1995) и Ана Мария (1929 – 1968), и трима сина – Виторио (1916 – 1997), Бруно (1918 – 1941) и Романо (1927 – 2006). Мусолини има няколко любовници, сред които Маргарита Сарфати и последната му партньорка Клара Петачи. Има множество кратки сексуални срещи с поддръжнички.
Затварянето на Мусолини вероятно му причинява клаустрофобия. Той отказва да влиза в пещери и предпочита широки стаи, като неговия офис в Палацо Венеция с размери 18 × 12 × 12 m.

## Религиозни възгледи

### Атеизъм и антиклерикализъм
Мусолини е отгледан от набожна католическа майка и антиклерикален баща. Майка му Роза го кръщава в Римокатолическата църква и води децата си на църковна служба всяка неделя. Баща му никога не присъства. Мусолини гледа на времето в религиозното училище като на наказание и веднъж отказва да отиде на меса, като се налага да бъде заведен там насила.
Бидейки антиклерикален като баща си, Мусолини се обявява за атеист и няколко пъти се опитва да шокира зрителите, като моли Господ да го убие на място. Той вярва, че науката е доказала, че Бог не съществува, и че историческият Исус е луд. Той счита религията за болест на духа и обвинява християнството в окуражаване на страхливостта. Мусолини обаче е суеверен. След като научава за проклятието на фараоните, той нарежда незабавното премахване на египетската мумия от Палацо Киджи, която получава като подарък.
Мусолини е почитател на Фридрих Ницше. Цени идеята за свръхчовека на Ницше, „върховният егоист, който не се поддава нито на Господ, нито на народа, който презира равенството и демокрацията, който вървя, че слабите трябва да да се бутат, ако не вървят достатъчно бързо“. За 60-ия си рожден ден Мусолини получава подарък от Хитлер – пълен 24-томов пакет от работите на Ницше.
Той отправя нападки срещу християнството и Католическата църква и осъжда социалистите, които са толерантни към религията. Според него Католическата църква не позволява свобода на мисълта. Мусолини държи вестника La Lotta di Classe, който е с антихристко настроение.

### Латерански договори
Въпреки че отправя такива нападки, Мусолини се опитва да спечели подкрепата на народа, като се помирява с католическото мнозинство в Италия. През 1925 г. той извиква свещеник, който да сключи църковна брачна церемония за него и Ракеле, с която сключва граждански брак 10 години по-рано. На 11 февруари 1929 г. той подписва Латеранските договори, според които Ватиканът е призната за независима държава и е поставена под закона на Църквата, а не под закона на държавата, а католическата религия е призната като официална държавна религия на Италия. Църквата също така си възвръща властта над брака, католицизмът може да се преподава в училищата, контролът на раждаемостта и масонството са забранени, а духовенството получава субсидии от държавата. Папа Пий XI възхвалява Мусолини, а официалният католически вестник обявява: „Италия беше дадена на Господ и Господ беше даден на Италия“.
След това помирение Мусолини твърди, че Църквата е подчинена на Държавата и че католицизмът в корените си е малка секта, която се е разпространила отвъд Палестина, защото се захваща за организацията на Римската империя. След договорите той конфискува повече издания на католически вестници за три месеца, отколкото през последните седем години. По това време Мусолини е на прага да бъде отлъчен от Католическата църква.
Мусолини публично се помирява с папа Пий XI през 1932 г., но се постарава да се изключи от пресата всякакви снимки на него, коленичещ или показващ почит към папата. Той иска да убеди католиците, че фашизмът е католически и че самият той е вярващ, който прекарва известно време на ден в молитва. Въпреки опитите си да бъде благочестив, по нареждане на партията му местоименията, отнасящи се до Мусолини „трябва да бъдат изписвани с главна буква като тези, отнасящи се за Бог“.
През 1938 г. Мусолини започва да затвърдява отново своя антиклерикализъм. Понякога заявява, че е „категорично невярващ“, а веднъж казва на кабинета си, че „ислямът е, може би, по-ефективна религия от християнството“ и че „папството е злокачествен тумор в тялото на Италия и трябва да бъде изкоренено веднъж завинаги“, тъй като няма място в Рим за него и за папата едновременно.
На Мусолини е предоставено католическо погребение през 1957 г.

## Расови възгледи
Въпреки че Мусолини първоначално пренебрегва биологичния расизъм, той твърдо вярва в националните чести и прави няколко обобщения относно евреите. Все пак той счита италианските евреи за италианци. Антисемитските забележки на Мусолини към края на 10-те и 20-те години се дължат на моментно състояние и не толкова на откровено вярване в тях. Той определя Октомврийската революция в Русия като „еврейско отмъщение“ срещу християнството. След няколко седмици обаче той си променя мнението и отбелязва, че „болшевизмът не е еврейски феномен“ и че „той води до пълна разруха на евреите в Източна Европа“.
В началото на 20-те години Мусолини заявява, че фашизмът никога няма да повдигне Еврейския въпрос и пише в статия, че „Италия не знае какво е антисемитизъм и вярваме, че никога няма да узнае“. През 1932 г., по време на разговор с Емил Лудвиг, Мусолини описва антисемитизма като „германски порок“ и че такъв не може да присъства в страна със здрава система на управление. Понякога Мусолини говори положително за евреите и ционисткото движение, въпреки че фашизмът остава с подозрения за Ционизма. До 1938 г. Мусолини отрича какъвто и да е антисемитизъм във фашистката партия.
Връзката между Мусолини и Хитлер е спорна от самото начало. Докато Хитлер споменава Мусолини като влияние и лично изразява голямо възхищение от него, Мусолини обръща малко внимание на Хитлер, особено когато нацистите убиват неговия приятел Енгелберт Долфус, австрофашисткия диктатор на Австрия през 1934 г. След убийството на Долфус Мусолини се опитва да се дистанцира от Хитлер, като отхвърля повече от расизма и антисемитизма му. Той заявява, че идеите на евгениката и расово натоварената концепция за арийската държава са невъзможни. Мусолини отхвърля идеята за господарска раса като „безсмислени глупости“. Когато дискутира нацисткия декрет, според който германците трябва да носят паспорт с арийска или еврейска расова принадлежност, през 1934 г., Мусолини отговаря: „Но коя раса? Съществува ли германска раса? Някога съществувала ли е? Дали някога ще съществува? Реалност, мит или мистификация на теоретиците? Добре, ние отговаряме, германска раса не съществува. Учените казват така. Хитлер казва така“.
В реч, изнесена в Бари през 1934 г., той утвърждава отношението си към германската идеология за господарската раса: „Тридесет века история ни позволяват да гледаме с върховно съжаление към някои доктрини, изповядващи се отвъд Алпите от потомци на тези, които са били неграмотни, когато Рим има Цезар, Вергилий и Август“.
Макар италианският фашизъм да си променя официалните позиции относно раса от 1920-те до 1934 г., идеологически погледнато италианският фашизъм по естество не дискриминира евреите – Мусолини признава, че малка част от тях живее в Италия още от дните на Седемте царе на Рим и че трябва да останат необезпокоявани. В самата Национална фашистка партия също има евреи.
Към средата на 1938 г. огромното влияние на Хитлер върху Мусолини води до въвеждането на Расовия манифест. Манифестът, който е съставен по модел на Нюрнбергските закони, свалят италианското гражданство от евреите в страната и с него и съответните позиции и професии. Расовите закони обявяват италианците за част от арийската раса и забраняват сексуални контакти или бракове между италианци и тези, които се смятат за „низша раса“, основно евреи и африканци.
Дори и след въвеждането на расовите закони, Мусолини продължава да отправя противоречиви коментари относно расата. Много правителствени служители, твърдят, че антисемитизма в Италия скоро ще свърши. Хитлер е разочарован от липсата на антисемитизъм у Мусолини. Мусолини и армията в окупираните райони открито опонират на немските усилия да се депортират италиански евреи в нацистки концлагери.
През септември 1943 г. полуавтономни въоръжени отряди от фашистки фанатици се появяват в Република Сало. Тези отряди сеят терор сред евреите и антифашистите в продължение на година и половина. Италианските фашисти, най-често фанатични граждани или паравоенни доброволци, искат бързо да спечелят доверието на нацистите, като предават евреите на немските СС.
Широко се спекулира, че Мусолини приема Расовия манифест през 1938 г. поради чисто тактически причини, за да се затвърдят отношенията между Италия и Германия. Той и армията му не следват строго законите, приети в манифеста. През декември 1943 г. Мусолини намеква в интервю, че съжалява за приемането на манифеста.
Мусолини се докосва и до мюсюлманите в империята си. През 1937 г. либийските мюсюлмани го определят като „Меча на Исляма“, а фашистката пропаганда го обявява за „Защитник на Исляма“.